# یوان هوا (جودوکار)
یوان هوا (انگلیسی: Yuan Hua؛ زادهٔ ۱۶ آوریل ۱۹۷۴) جودوکار اهل چین است. از افتخارات وی میتوان به کسب مدال طلا وزن ۷۸+ کیلوگرم در بازی‌های المپیک تابستانی ۲۰۰۰ اشاره کرد.